# ルイ・ダルマニャック (ヌムール公)
ルイ・ダルマニャック（仏: Louis d'Armagnac, 1472年 - 1503年4月28日）は、第二次イタリア戦争期のナポリ副王。生涯の大半をギーズ伯として知られたが、1500年の兄ジャンの死後、ヌムール公位を継承した。

## 生涯
ルイはヌムール公ジャック・ダルマニャックとルイーズ・ダンジューの三男として生まれた。1491年、ルイは叔父シャルル5世・ダンジューが保持していたギーズ伯位を与えられた。兄ジャンが1500年に死去し、ルイはヌムール公となった。
1501年、第二次イタリア戦争のさなかにルイはナポリ副王とされたが、1503年4月28日にチェリニョーラの戦いで戦死した。